# Madagascar Oil
Madagascar Oil Ltd ist ein Erdöl-Explorations-Unternehmen mit Sitz in Hamilton in Bermuda. Das Unternehmen ist seit dem Jahr 2004 mit der Erschließung, dem Ausbau, Erforschung und der Produktion von Petroleum in Madagaskar beschäftigt und hat seinen Unternehmenssitz in Singapur und das Produktionsbüro in Madagaskar.

## Geschichte
Das Unternehmen wurde von dem Kanadier Sam Malin, dem Südafrikaner Michael Smith sowie dem Australier Robert Nelson 2004 gegründet. Madagascar Oil ist in Besitz der Ölsandfelder von Tsimiroro (geschätzte 3 Milliarden Barrels) und Bemolanga (geschätzte 16,6 Milliarden Barrels). Es besteht eine Kooperation mit dem französischen Mineralölunternehmen TotalEnergies.

## Geschäftsführung
Die Geschäftsführung wurde zuletzt von Kok Kiong Al Njoo (Vorsitzender und Group Chief Executive Officer) und William Donadio (Technischer Leiter) durchgeführt.

## Aktionärsstruktur
Zu den Haupteignern zählten Touradji Capital Management, RAB Capital, Persistency Group, Plainfield, Blakeney Group, the John Paul De Joria Family Trust sowie Grafton Resources.

## Börsennotierung
Die Aktien der Madagascar Oil Ltd. wurden an der London AIM exchange unter dem Börsen-Symbol „MOIL“ gehandelt, jedoch Ende Dezember 2010 vom Börsenhandel ausgesetzt. Der letzte Handelstag am Börsenplatz in London war der 7. April 2016. Bei der Einstellung des Börsenhandels in London waren insgesamt 795.713.264 Aktien ausgegeben worden.
Die Aktien der Gesellschaft wurden unter der WKN A1CXKP, der ISIN BMG5738R1016 begeben und hatten ihren letzten Handelstag in Deutschland im elektronischen Börsenhandelssystem XETRA am 8. April 2016 danach wurde die Notierung nicht wieder aufgenommen. Unter dem US-Börsensymbol „MROIF“ wurden sie im Marktsegment NASDAQ OTC Other zuletzt am 8. Dezember 2017 gehandelt zu einem Kurs von 0,02 US-Dollar.